# (11151) Oodaigahara
(11151) Oodaigahara est un astéroïde de la ceinture principale.

## Description
(11151) Oodaigahara est un astéroïde de la ceinture principale. Il fut découvert le 24 décembre 1997 à Ōizumi par Takao Kobayashi. Il présente une orbite caractérisée par un demi-grand axe de 2,60 UA, une excentricité de 0,12 et une inclinaison de 12,2° par rapport à l'écliptique.

## Compléments